# Фрисландия (Нидерланды)
Фрисла́ндия (Фризия, нидерл. Friesland; з.-фриз. Fryslân) — провинция на севере Нидерландов.
Столица и крупнейший город провинции — Леуварден. Население 646 862 человека (на 1 января 2013), 8-е место среди провинций.

## География
Бо́льшая часть Фрисландии находится на материке, кроме того, в состав провинции входит ряд Западно-Фризских островов, в том числе Влиланд, Терсхеллинг, Амеланд и Схирмонниког, которые связаны с материком паромным сообщением.
Фрисландия, включая акваторию (см. карту в информационной карточке административной единицы), является крупнейшей нидерландской провинцией — 5748,74 км²; по площади суши это третья по величине провинция — 3341,70 км².
Высшая точка располагается на высоте 45 м над уровнем моря на острове Влиланд.
На территории провинции размещаются четыре национальных парка:
- орнитологический парк Схирмонниког[англ.] на одноимённом острове,
- Де-Алде-Феанен[англ.] в центре провинции,
- Лауверсмер на границе с провинцией Гронинген,
- Дрентс-Фрисе-Волд[англ.] на границе с провинцией Дренте.

## Административно-территориальное деление
С 1 января 2019 года нидерландская провинция Фрисландия разделена на 18 общин:
| - Ахткарспелен - Амеланд - Дантумадел - Фриске Маррен - Харлинген - Херенвен - Леуварден - Северо-Восточная Фрисландия - Остстеллингверф | - Опстерланд - Схирмонниког - Смаллингерланд - Юго-Западная Фрисландия - Терсхеллинг - Титсьерсктерадел - Влиланд - Вадхуке - Вестстеллингверф | Общины Фрисландии (2019) |

## Крупнейшие города
| №  | Город     | Население |
| -- | --------- | --------- |
| 1  | Леуварден | 96 578    |
| 2  | Драхтен   | 44 598    |
| 3  | Снек      | 33 401    |
| 4  | Херенвен  | 28 497    |
| 5  | Харлинген | 15 729    |
| 6  | Доккюм    | 13 145    |
| 7  | Франекер  | 12 995    |
| 8  | Яуре      | 12 902    |
| 9  | Волвега   | 12 738    |
| 10 | Леммер    | 10 220    |